# Le Siège de Malte (roman)
Pour les articles homonymes, voir Siège de Malte (homonymie).
Le Siège de Malte (The Siege of Malta) est un roman historique posthume de l'auteur écossais Walter Scott. Écrit à la fin de l'année 1831 et au début de 1832, peu avant la mort de l'écrivain, il n'est publié qu'en 2008, dans le même volume que le roman inachevé Bizarro, écrit à la même époque. Ce sont les deux dernières œuvres de Scott. Elles ne sont pas traduites en français.
Le Siège de Malte raconte les événements qui entourent le Grand Siège de Malte, conduit par l'Empire ottoman en 1565.

## Résumé
Un émissaire de l'ordre de Saint-Jean de Jérusalem vient en Espagne chercher un des commandeurs hospitaliers, don Manuel de Vilheyna. Celui-ci doit rallier l'archipel de Malte, quartier général de l'ordre, menacé par les Turcs. L'émissaire retourne à Malte en compagnie de Francisco, neveu de Vilheyna, et de Juan Ramegas, un frère hospitalier. Angelica, nièce de Vilheyna, secrètement amoureuse de Francisco, reste sur place à se languir de lui.
Reçu par Philippe II, roi d'Espagne, Vilheyna le supplie de soutenir la cause de l'ordre. Puis il s'embarque à son tour pour Malte. Il est pris dans une échauffourée navale avec les Turcs, qui assiègent maintenant l'île. Il parvient à gagner le port. Il est accueilli par Jean de Valette, le grand maître hospitalier.
Chez les ennemis, Mustapha, qui commande l'armée, et Pila, qui commande la flotte, intriguent pour se supplanter l'un l'autre.
Côté maltais, un conseil général de l'ordre passe en revue les stratégies de défense de l'île. On apprend alors que Dragut, vieil ennemi de Vilheyna, arrive à la tête d'une flotte de corsaires algériens et tunisiens. De nouveaux assauts turcs sont repoussés, grâce notamment à un exploit de Ramegas qui détruit une arme secrète des Turcs, un canon géant surélevé.
C'est alors que, sans la moindre explication, les personnages espagnols du début disparaissent du récit, à l'exception de Ramegas. Le roman de Scott devient une simple chronique militaire du siège. Les armées turques, renforcées par les corsaires de Dragut, tentent un débarquement, qui est une fois de plus repoussé. Dragut meurt de ses blessures reçues dans la bataille. Les tentatives de percée menées par Mustapha échouent. Il finit par lever le siège.
Les hospitaliers reçoivent des forces fraîches venues de Sicile. Les Turcs restés sur place sont vaincus. Le roman s'achève sur les premiers travaux de construction et de fortification de La Valette, perspective d'une nouvelle Malte surgissant des décombres de l'ancienne.